# Outkast
O OutKast foi uma dupla de rappers de Atlanta, Geórgia. Formada por André Lauren Benjamin (Andre 3000) e Antwan André Patton (Big Boi). Seu estilo musical original foi uma mistura de elementos de Dirty South e G-Funk; desde lá, funk, soul, electronica, rock, Rap, crunk, jazz e blues, que foram adicionados à mistura.
OutKast é um dos grupos de hip-hop mais bem sucedidos de todos os tempos, tendo vendido mais de 20 milhões de cópias de seus sete álbuns: seis álbuns de studio, e um "Melhores Hits", entre os seis álbuns está incluso o Speakerboxxx/The Love Below, um álbum duplo contendo um álbum solo de cada integrante do duo. Este álbum é um de apenas três álbuns a ser certificado como "Diamante" nos EUA por vender mais de 10,8 milhões de cópias.

## História

### 1992-1994: Formação e disco de estreia
Benjamin e Patton se conheceram em 1992 na Lenox Square shopping, quando ambos tinham 16 anos de idade. Os dois moravam em East Point, Atlanta e freqüentavam a escola Tri-Cities. Durante a escola, Benjamin e Patton participavam de batalhas de rap no refeitório. Pouco tempo depois se uniram ao time de produtores da Organized Noize.
OutKast assinou contrato com a LaFace Records em 1992, em 1993 lançaram seu primeiro single Player's Ball, chegou em 1º lugar na lista da Billboard Hot Rap Songs. Em 26 de Abril de 1994 lançaram seu primeiro álbum de estúdio Southernplayalisticadillacmuzik, que foi disco de platina nos Estados Unidos.

### 1996–99: ATLiens e Aquemini
Após Southernplayalisticadillacmuzik ser disco de platina, a LaFace Records deu ao OutKast mais controle criativo e dinheiro no seu álbum seguinte ATLiens.
Ao contrário de sua estreia, Southernplayalisticadillacmuzik, onde os dois retrataram-se como cafetões sulistas, várias canções em ATLiens apresenta mais assuntos pouco convencionais para o hip hop. Também tem um som notavelmente mais descontraído e excêntrico, que eles viriam a continuar até um certo ponto no álbum seguinte Aquemini. Dois terços do álbum foram produzidos por Organized Noise, a equipe de produção principal do OutKast. O resto é produzido por Earthtone III, uma equipe de produção que contém o próprio OutKast e Mr. DJ.
O álbum estreou no número 2 da parada americana Billboard 200, e vendeu aproximadamente 350.000 cópias nas duas primeiras semanas de lançamento. Finalmente passou 33 semanas na parada Billboard 200. O primeiro single do álbum, "Elevators (Me & You)", alcançou o número 12 e passou 20 semanas na parada Billboard Hot 100. O segundo single "ATLiens" alcançou o número 35 e passou 17 semanas na Hot 100. "Jazzy Belle" passou 14 semanas e alcançou o número 52 na Hot 100. O álbum foi certificado platina pela Recording Industry Association of America (RIAA) em 6 de Novembro de 1996, pelos envios de um milhão de cópias nos Estados Unidos.
Seu terceiro álbum de estúdio Aquemini foi lançado em 29 de setembro de 1998. O álbum foi certificado como disco de platina em Novembro de 1998, apenas dois meses após o lançamento, e foi certificado como platina dupla em 2 de Julho de 1999 pela RIAA, com mais de 2,211,652 cópias vendidas nos Estados Unidos. Aquemini vendeu 227,000 cópias na primeira semana de lançamento e chegou ao segundo lugar do quadro de posições da Billboard 200 e ao topo da Top R&B/Hip-Hop Albums. Este álbum está na lista dos 200 álbuns definitivos no Rock and Roll Hall of Fame, e foi eleito o número 500 na versão em livro da lista dos 500 melhores álbuns de sempre da revista Rolling Stone.A About.com classificou o álbum número 15 entre os 100 Greatest Hip-Hop/Rap Albums enquanto a Rate Your Music classificou o álbum número 1 na sua lista dos 10 Álbuns De Hip-Hop Do Ano de 1998.

### 2000-01: Stankonia
O quarto álbum de estudio Stankonia foi lançado em 31 de Outubro de 2000. O álbum estreou no número 2 na Billboard 200 nos EUA, vendendo mais de 530,000 cópias na primeira semana. Stankonia recebeu aclamação geral da maioria dos críticos de música, baseado numa pontuação de 95/100 no Metacritic. A revista Time classificou o disco como um dos 100 melhores álbuns de todos os tempos. Em 2009 a Pitchfork Media classificou-o no nº 13 dos melhores 200 discos do ano 2000. Em 2003, o álbum foi escolhido o 359º na lista dos 500 melhores álbuns da Rolling Stone.

### 2002-04: Speakerboxxx/The Love Below
O quinto álbum de estúdio da banda OutKast, foiSpeakerboxxx/The Love Below lançado a 23 de Setembro de 2003. Lançado como um álbum duplo, sua duração de mais de duas horas é distribuida sobre dois álbuns solo de ambos os membros do grupo. Speakerboxxx é o projeto solo de Big Boi, executando faixas que são enraizadas em Southern hip hop, enquanto The Love Below, o projeto solo de André 3000, abrange estilos musicais como soul, pop, funk, and jazz.
Speakerboxxx/The Love Below recebeu aclamação geral dos críticos musicais, ganhando elogios pela consistência de Speakerboxxx e o estilo musical eclético de The Love Below. O álbum foi sustentado por seus hit singles "Hey Ya!" e "The Way You Move", dos quais os dois alcançaram a primeira posição na parada americana Billboard Hot 100. Como parte de seu sucesso, o álbum ganhou um Grammy Award de Melhor Álbum do Ano, se tornando o segundo álbum de hip hop a vencer nesta categoria. Em 2009, NME elegeu Speakerboxxx/The Love Below o número 44 em sua lista dos top 100 maiores álbuns da década, enquanto Newsweek elegeu o álbum o número 1 na sua lista dos top 10 melhores álbuns da década.
O álbum acabou se tornando o 33º mais vendido da década de 2000, de acordo com a revista Billboard, com mais de 5,702,000 cópias vendidas.

### 2005-2013: Idlewild e trabalhos solos
Originalmente planejado para o início de 2005, Idlewild foi empurrado para dezembro de 2005, antes de ser adiado para 2006. O álbum estreou no número dois sobre os EUA Billboard 200 chart com vendas na primeira semana de 196 mil cópias.
Em 2007, após o sexto álbum sob o nome OutKast, Idlewild, Big Boi anunciou que tinha planos de lançar um álbum solo. Mesmo ele tendo lançado um álbum solo anterior em Speakerboxxx, ainda era tecnicamente sob o nome OutKast.
André 3000 voltou a fazer rap em 2007 aparecendo em parcerias de músicas de artistas como Jay Z e John Legend.
Em setembro de 2011, foi anunciado que OutKast foi transferido para a Epic Records após a reestruturação dentro Sony Music Entertainment.

### 2014-presente: Reunião
No final de 2013, foi relatado que Outkast reuniria-se no Music and Arts Festival Coachella Valley em 2014. Mais tarde confirmada em 08 de janeiro de 2014, foi anunciado oficialmente que a dupla seria a atração principal do festival em 11 de abril. Em 13 de janeiro foi divulgado que o Outkast se apresentaria em mais de 40 festivais ao redor do mundo durante toda a primavera e verão de 2014 para celebrar o seu 20º aniversário, incluindo um dos maiores festivais do Reino Unido, o Bestival. Apesar dos rumores, Big Boi tem insistido que a dupla não está trabalhando em um novo álbum.

## Discografia
- Southernplayalisticadillacmuzik (1994)
- ATLiens (1996)
- Aquemini (1998)
- Stankonia (2000)
- Speakerboxxx/The Love Below (2003)
- Idlewild (2006)

## Premiações

### Grammy Awards
| Ano  | Categoria                                     | Nomeção                                    | Resultado |
| ---- | --------------------------------------------- | ------------------------------------------ | --------- |
| 1999 | Melhor Performance Rap por uma Dupla ou Grupo | "Rosa Parks"                               | Indicado  |
| 2002 | Melhor Clipe Musical                          | "Ms. Jackson"                              | Indicado  |
| 2002 | Gravação do Ano                               | "Ms. Jackson"                              | Indicado  |
| 2002 | Melhor Performance Rap por uma Dupla ou Grupo | "Ms. Jackson"                              | Venceu    |
| 2002 | Álbum do Ano                                  | Stankonia                                  | Indicado  |
| 2002 | Melhor Álbum Rap                              | Stankonia                                  | Venceu    |
| 2003 | Melhor Performance Rap por uma Dupla ou Grupo | "The Whole World"                          | Venceu    |
| 2004 | Álbum do Ano                                  | Speakerboxxx/The Love Below                | Venceu    |
| 2004 | Melhor Álbum Rap                              | Speakerboxxx/The Love Below                | Venceu    |
| 2004 | Melhor Performance Urbana/Alternativa         | "Hey Ya!"                                  | Venceu    |
| 2004 | Melhor Clipe Musical                          | "Hey Ya!"                                  | Indicado  |
| 2004 | Gravação do Ano                               | "Hey Ya!"                                  | Indicado  |
| 2004 | Produtor do Ano Não-Clássico                  |                                            | Indicado  |
| 2007 | Melhor Performance Urbano/Alternativa         | "Idlewild Blue (Don't Chu Worry 'Bout Me)" | Indicado  |
| 2007 | Melhor Performance Rap por uma Dupla ou Grupo | "Mighty 'O'"                               | Indicado  |